# Joan Haanappel
Joan Haanappel (ur. 13 listopada 1940 w Hadze, zm. 23 lutego 2024 w Leuven) – holenderska łyżwiarka figurowa startująca w konkurencji solistek. Dwukrotna uczestniczka igrzysk olimpijskich (1956, 1960), trzykrotna brązowa medalistka mistrzostw Europy (1958, 1959, 1960) oraz 4-krotna mistrzyni Holandii (1955–1958).
Zakończyła karierę amatorską w 1960 roku i dołączyła do rewii łyżwiarskiej Vienna Ice Revue. Następnie została trenerką, komentatorką holenderskiej stacji telewizyjnej i Eurosportu oraz członkiem zarządu Holenderskiej Federacji Łyżwiarskiej. 

## Osiągnięcia

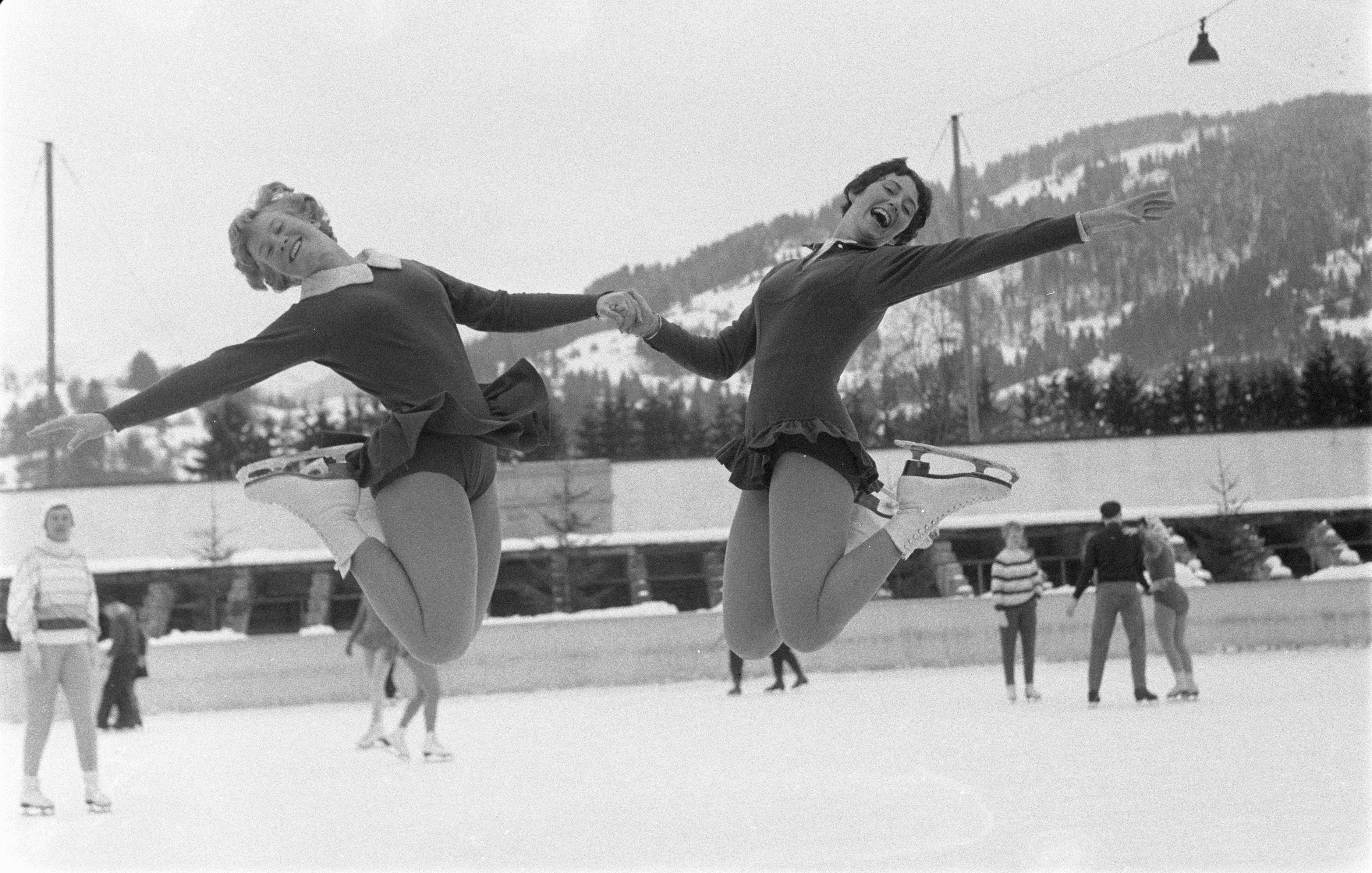
Sjoukje Dijkstra i Joan Haanappel podczas mistrzostw Europy 1960

| Zawody               | 50–51          | 51–52          | 52–53          | 53–54          | 54–55          | 55–56          | 56–57          | 57–58          | 58–59          | 59–60          |                |                |                |                |                |                |                |
| Międzynarodowe       | Międzynarodowe | Międzynarodowe | Międzynarodowe | Międzynarodowe | Międzynarodowe | Międzynarodowe | Międzynarodowe | Międzynarodowe | Międzynarodowe | Międzynarodowe | Międzynarodowe | Międzynarodowe | Międzynarodowe | Międzynarodowe | Międzynarodowe | Międzynarodowe | Międzynarodowe |
| -------------------- | -------------- | -------------- | -------------- | -------------- | -------------- | -------------- | -------------- | -------------- | -------------- | -------------- | -------------- | -------------- | -------------- | -------------- | -------------- | -------------- | -------------- |
| Igrzyska olimpijskie |                |                |                |                |                | 13             |                |                |                | 5              |                |                |                |                |                |                |                |
| Mistrzostwa świata   |                |                |                |                | 15             | 11             | 13             | 8              | WD             | 5              |                |                |                |                |                |                |                |
| Mistrzostwa Europy   |                |                | 14             | 18             |                | 8              |                | 3              | 3              | 3              |                |                |                |                |                |                |                |
| Krajowe              |                |                |                |                |                |                |                |                |                |                |                |                |                |                |                |                |                |
| Mistrzostwa Holandii | 3              |                | 3              | 2              | 1              | 1              | 1              | 1              | 2              | 2              |                |                |                |                |                |                |                |